# Блумер, Стив
Сти́вен Блу́мер (англ. Stephen Bloomer; 20 января 1874, Крэдли, Англия — 16 апреля 1938, Дерби, Англия), более известный как Стив Блу́мер (англ. Steve Bloomer) — английский футболист, нападающий, выступал за «Дерби Каунти», «Мидлсбро» и сборную Англии. По опросу, проведённому МФФИИС занимает 45-е место среди лучших футболистов Европы XX века. Был одним из лучших бомбардиров в истории Футбольной лиги Англии, забив 317 голов в 536 матчах, что до сих пор является третьим результатом в истории английских первенств. В сборной Англии забил 28 голов в 23 матчах, благодаря этим достижениям, в 1905 году Футбольная ассоциация Англии даже украсила его портретом свой офис, что стало первым в истории английского футбола поощрением заслуг футболиста. Блумер — легенда клуба «Дерби Каунти». Песня, посвящённая Блумеру, Steve Bloomer’s Watchin’ («Стив Блумер Смотрит»), является гимном команды и исполняется перед каждой игрой клуба. А в изданной в 1905 году энциклопедии команды Блумер был назван «самым прославленным спортсменом мира, известным всюду, где играют в футбол, и где он развивается». Входит в Зал славы английского футбола и в список 100 легенд Футбольной лиги. 17 января 2009 года бюст Стива Блумера был установлен рядом с ареной клуба «Прайд Парк».
Стив Блумер — первый в истории футбола игрок, чьё имя стало использоваться в рекламе, в частности, его именем назывались футбольные бутсы, напитки и даже лекарства. Также является первым футболистом в истории, забившим 500 голов в официальных матчах.
Помимо футбола, Блумер играл в бейсбол за бейсбольный клуб) «Дерби Каунти», с которым трижды становился чемпионом Великобритании в 1890-х. Также играл в крикет на любительском уровне.
После окончания карьеры футболиста, Блумер работал тренером с клубами Германии и Испании. Во время первой мировой войны был интернирован в лагерь Ралебен, недалеко от Берлина. Главным тренерским успехом Блумера стал кубок Испании, завоёванный в 1924 году с клубом «Реал Унион». В 1925 году Блумер вернулся в Англию и работал играющим тренером со вторым составом «Дерби Каунти», затем работал колумнистом в газете и подстригал траву на стадионе бейсбольного клуба «Дерби».
В конце 1937 года Блумер почувствовал себя очень плохо, а потому «Дерби» оплатил ему оздоровительный круиз в Австралию и Новую Зеландию, по возвращении из которого Блумер скончался в апреле 1938 года. Он похоронен на кладбище Ноттенгем-Роуд в Дерби.

## Биография
Стив Блумер родился в Кредли, графство Вустершир, в семье Калеба Блумера и Мерад Данн. Ещё когда Стив был маленький, его родители переехали в Нормантон, что в Дербишире, а затем в Пир Три. Он начал свою карьеру в школьной команде «Сент-Джеймс» с 1881 по 1891 год, участвуя в добровольной программе начальной школы, затем играл за «Дерби Свифтс», а в апреле 1892 года сыграл 1 матч за клуб «Татбери Хоторн» против клуба «Грезли Роверс» в финале Кубка Дерби, но его выход на поле за «Татбери» и победа клуба в матче 7:2 были объявлены незаконными, из-за того, что Блумер уже подписал профессиональный контракт с «Дерби Каунти», а кубок пришлось разделить между командами.
Блумер своим появлением в Дерби обязан другому игроку Джону Гудоллу, футболисту «Престон Норт Энд» и бывшему игроку «Дерби», который как-то заметил и порекомендовал 17-летнего игрока клубу. За 7 лет, до прихода Блумера в «Дерби», профессия футболиста в Англии была признана законной, но заработные платы были небольшие, например Блумер, в начале своей карьеры, получал 37 пенсов в неделю, что было сравнимо с заработком рабочих, любопытно, что сам Блумер, до подписания профессионального контракта работал кузнецом в Ley’s Malleable Castings, чей владелец Фрэнсис Лэй, после своего посещения США, решил заботиться о своих сотрудниках, посредством бейсбола, предоставляя кузнецам поле для игры, а затем спонсировал арену величиной почти 50 000 метров, которое ныне используется для крикета. Конечно, по мере роста своей популярности, доходы Блумера выросли, но самой большоё его зарплатой стала 5 фунтов 10 шиллингов, примерно столько же получали английские инженеры.

### Игровая карьера
Свою первую игру за «Дерби Каунти» провёл против в товарищеском матче клуба «Дерби Дейл», в которой забил 4 мяча. 3 сентября 1892 года он дебютировал в Футбольной лиге в матче против клуба «Сток Сити», в которой Дерби победил 3:1, а 24 сентября забил свой первый гол в ворота «Вест Бромвич Альбион». Вскоре Блумер стал одним из самых лучших игроков в Англии: в 1894 году он забил 18 голов в 25 матчах, уступив лишь Джеку Саутворту, а в 1896 году он впервые стал лучшим снайпером чемпионата, забив 22 гола в 25 матчах, а затем ещё 4 раза повторил свой успех, более в том же 1896 году он стал лучшим бомбардиром всех европейских лиг Европы. А в составе «Дерби» Блумер становился лучшим снайпером 14 раз подряд и сделал 17 хэт-триков. Лучшим же сезоном Блумера стал 1896—1897, в котором он «наколотил» 31 гол в 33 матчах, сделав 5 хэт-триков и с 14 ноября по 5 апреля забил в 20 матчах 21 гол. . В январе 1899 года Блумер забил 6 голов в ворота «Шеффилд Уэнсдей». Бомбардирские таланты Стива Блумера позволили «Дерби» в сезоне 1895—1896 стал второй в чемпионате Англии и трижды выйти в финал английского кубка, в котором, клуб ни раз не выиграл, хотя в 1898 году Блумер и отличился, но «Ноттингем Форест» забил трижды. Также Блумер знаменит тем, что именно его гол стал первым в истории, забитым на стадионе «Хоторнс», на котором до сих пор выступает «Вест Бромвич Альбион», это событие произошло 3 сентября 1900 года.
В 1905 году Блумер перешёл в клуб «Мидлсбро». За трансфер игрока клуб заплатил 750 фунтов. В первые два сезона Блумер продолжал забивать, став лучшим бомбардиром команды, а в 1907 году сделал «покер», забив 4 гола в ворота «Арсенал Вулвич», но всё же Блумер стал забивать всё меньше, а в 1909 году он заболел пневмонией и даже собирался завершить карьеру игрока, но победил недуг и вернулся в «Дерби», которым пого выиграть во втором английском дивизионе в 1912 году и вернуться в высшую лигу. 6 сентября 1913 года Блумер забил свой последний мяч в карьере, а 31 января 1914 года, в возрасте 40 лет провёл свою последнюю игру.

### Международная карьера
С 1895 года по 1907 год Стив Блумер играл за сборную Англии. В национальной сборной он дебютировал 3 марта 1895 года в матче со сборной Северной Ирландии, игра завершилась со счётом 9:0, а Блумер забил 2 гола. Самыми лучшими матчами Блумера в сборной стали игры 16 марта 1896 года против сборной Уэльса, в которой Блумер забил 5 голов и 18 марта 1901 года против той же команды, так Блумер стал первым в истории сборной Англии футболистом, забившим дважды более 3-х мячей за национальную команду, с которой он 8 раз выиграл Британский Домашний чемпионат. Всего за сборную Блумер провёл 23 матча и забил 28 мячей, более того, в первых 10 матчах за сборную Блумер не уходил с поля без гола. Последняя игра за сборную пришлась на матч с командой Шотландии, в которой Блумер забил ударом с центра поля.

### Тренерская карьера
Завершив карьеру игрока, Блумер решил начать тренерскую карьеру. В июле 1914 года он принял предложение немецкого клуба «Берлинер» и уехал в Германию, однако через 3 недели после приезда Блумера, началась Первая мировая война и британский подданный оказался в лагере для интернированых Ралебен, который находился в районе Берлина Шпандау, там, вместе с ним, оказались ещё несколько британских игроков, а всего в лагере было от 4 до 5,5 тыс. человек. В лагере был развит спорт, особенно футбол, заключённые в ноябре 1914 года придумали футбольную ассоциацию Ралебена, чемпионат и кубок, создали команды, взяв название существующих в Англии клубов, иногда на играх собиралось до 1 тыс. зрителей. Блумер был капитаном и играющим тренером «Тоттенхэм Хотспур XI», которая и выиграла первый кубок, в финале одолев «Олдем Атлетик XI», 2 мая 1915 года Блумер играл за «Мир XI». Развивался в лагере и крикет, в котором в составе «Раблебен XI», играл в крикет за команду «Варситес XI», а в июле 1916 года Блумер играл за Ланкашир против Йоркшира, его команда одержала победу. Помимо вышеназванных в лагере играли в боулинг и даже лёгкая атлетика, в котором Блумер выиграл бег на 70 метров, пробежав расстояние за 9,6 сек. Блумер был в лагере знаменитым, и когда он был освобождён в марте 1918 года в его честь был сыгран прощальный матч.
После окончаний войны, Блумер уехал на родину, там он играл и тренировал второй состав «Дерби Каунти», затем работал в Нидерландах, а потом переехал на север Испании, став в 1923 году главным тренером баскского клуба «Реал Унион» из Ируна, который уже через год привёл к завоеванию кубка Испании, высшего достижения в испанском клубном турнире в те годы. В четвертьфинале кубка «Унион» обыграл «Севилью» с общим счётом 3:1, а в полуфинале «Барселону» в переигровке 6:1, ну а финале был обыгран «Реал Мадрид» со счётом 1:0. После Испании Блумер уехал тренировать в Канаду, а затем вновь вернулся в «Дерби», где работал с молодёжью клуба. Помимо этого, его обзоры футбольных матчей часто публиковали в газетах, и он работал в бейсбольном клубе «Дерби», подстригая траву, за этим занятием всегда наблюдало несколько человек, приходивших посмотреть на известного футболиста.

## Личная жизнь
У Стива Блумера был брат Филип, который тоже был футболистом, как и брат играя за «Дерби Каунти», но за первую команду он сыграл лишь раз, а в мае 1896 года умер от перитонита. В том же 1896 году Стив Блумер женился на Саре Уолкер (умерла в 1936 году), от корой у Блумера было 4 дочери, но двое умерли ещё до исполнения им совершеннолетия (одна из них в 1917 году, когда Блумер был в лагере). Последняя дочка Хэтти вышла замуж за игрока сборной Англии Альфе Квантрилла, а последняя дочь Дорис, жила с отцом до его смерти, её сын Стив Ричард являлся известным журналистом. Племянник Стива Блумера, Тед Межерс, играл за клуб «Арсенал».
В 1930-х Блумер заболел бронхитом и астмой, его состояние всё ухудшалось, а потому клуб в конце 1937 года выделил деньги на круиз в Австралию и Новую Зеландию, по совету докторов, которые говорили, что морской воздух поможет излечению. Но уже через 3 недели после возвращения 16 апреля Блумер умер, на его похоронах на кладбище Ноттингем-Роуд в Дерби присутствовало много известных спортсменов, но самое большое число составляли жители города, которые заняли всё пространство у дороги между церковью и кладбищем.

## Достижения

### В качестве игрока
- Лучший бомбардир чемпионата Англии (4): 1897, 1899, 1901, 1904
- Лучший бомбардир Домашнего чемпионата Великобритании (4): 1895, 1896, 1897, 1901
- Лучший бомбардир в истории Домашнего чемпионата Великобритании: 28 голов
- Лучший бомбардир в истории «Дерби Каунти»: 332 гола

### В качестве тренера
- Обладатель Кубка Испании: 1924

## Статистика выступлений
| Клуб                    | Сезон                   | Лига | Лига | Кубок Англии | Кубок Англии | Прочие | Прочие | Итого | Итого |
| Клуб                    | Сезон                   | Игры | Голы | Игры         | Голы         | Игры   | Голы   | Игры  | Голы  |
| ----------------------- | ----------------------- | ---- | ---- | ------------ | ------------ | ------ | ------ | ----- | ----- |
| Дерби Мидленд           | 1891/92                 | 2    | 2    | 0            | 0            | 0      | 0      | 2     | 2     |
| Дерби Мидленд           | Итого                   | 2    | 2    | 0            | 0            | 0      | 0      | 2     | 2     |
| Татбери Хоторн          | 1891/92                 | 0    | 0    | 0            | 0            | 1      | 2      | 1     | 2     |
| Татбери Хоторн          | Итого                   | 0    | 0    | 0            | 0            | 1      | 2      | 1     | 2     |
| Дерби Каунти            | 1892/93                 | 28   | 11   | 0            | 0            | 0      | 0      | 28    | 11    |
| Дерби Каунти            | 1893/94                 | 25   | 19   | 2            | 0            | 0      | 0      | 27    | 19    |
| Дерби Каунти            | 1894/95                 | 29   | 10   | 1            | 0            | 1      | 1      | 31    | 11    |
| Дерби Каунти            | 1895/96                 | 25   | 22   | 5            | 5            | 0      | 0      | 30    | 27    |
| Дерби Каунти            | 1896/97                 | 29   | 24   | 4            | 7            | 0      | 0      | 33    | 31    |
| Дерби Каунти            | 1897/98                 | 23   | 15   | 3            | 5            | 0      | 0      | 26    | 20    |
| Дерби Каунти            | 1898/99                 | 28   | 24   | 5            | 6            | 0      | 0      | 33    | 30    |
| Дерби Каунти            | 1899/00                 | 28   | 19   | 2            | 0            | 0      | 0      | 30    | 19    |
| Дерби Каунти            | 1900/01                 | 27   | 24   | 1            | 0            | 0      | 0      | 28    | 24    |
| Дерби Каунти            | 1901/02                 | 29   | 15   | 7            | 3            | 0      | 0      | 36    | 18    |
| Дерби Каунти            | 1902/03                 | 24   | 12   | 2            | 1            | 0      | 0      | 26    | 13    |
| Дерби Каунти            | 1903/04                 | 29   | 20   | 6            | 5            | 0      | 0      | 35    | 25    |
| Дерби Каунти            | 1904/05                 | 29   | 13   | 1            | 0            | 0      | 0      | 30    | 13    |
| Дерби Каунти            | 1905/06                 | 23   | 12   | 3            | 0            | 0      | 0      | 26    | 12    |
| Дерби Каунти            | Итого                   | 376  | 240  | 42           | 32           | 1      | 1      | 419   | 273   |
| Мидлсбро                | 1905/06                 | 9    | 6    | 0            | 0            | 0      | 0      | 9     | 6     |
| Мидлсбро                | 1906/07                 | 34   | 18   | 2            | 2            | 0      | 0      | 36    | 20    |
| Мидлсбро                | 1907/08                 | 34   | 12   | 1            | 0            | 0      | 0      | 35    | 12    |
| Мидлсбро                | 1908/09                 | 28   | 14   | 0            | 0            | 0      | 0      | 28    | 14    |
| Мидлсбро                | 1909/10                 | 20   | 9    | 2            | 1            | 0      | 0      | 22    | 10    |
| Мидлсбро                | Итого                   | 125  | 59   | 5            | 3            | 0      | 0      | 130   | 62    |
| Дерби Каунти            | 1910/11                 | 28   | 20   | 4            | 4            | 0      | 0      | 32    | 24    |
| Дерби Каунти            | 1911/12                 | 36   | 18   | 2            | 1            | 0      | 0      | 38    | 19    |
| Дерби Каунти            | 1912/13                 | 29   | 13   | 1            | 1            | 0      | 0      | 30    | 14    |
| Дерби Каунти            | 1913/14                 | 5    | 2    | 1            | 0            | 0      | 0      | 6     | 2     |
| Дерби Каунти            | Итого                   | 98   | 53   | 8            | 6            | 0      | 0      | 106   | 59    |
| Всего за «Дерби Каунти» | Всего за «Дерби Каунти» | 474  | 293  | 50           | 38           | 1      | 1      | 525   | 332   |
| Бритиш Селльюлоус       | 1919/20                 | 0    | 0    | 0            | 0            | 3      | 1      | 3     | 1     |
| Бритиш Селльюлоус       | Итого                   | 0    | 0    | 0            | 0            | 3      | 1      | 3     | 1     |
| Всего за карьеру        | Всего за карьеру        | 601  | 354  | 55           | 41           | 5      | 4      | 661   | 399   |